# Михайлов, Николай Александрович (государственный деятель)
Никола́й Алекса́ндрович Миха́йлов (27 сентября (10 октября) 1906, Москва — 24 мая 1982, там же) — советский комсомольский, партийный и государственный деятель.  
Первый секретарь ЦК ВЛКСМ (1938—1952), министр культуры СССР (1955—1960), председатель Госкомпечати (1965—1970). Посол СССР в Польше (1954—1955) и Индонезии (1960—1965). Член ВКП(б) с 1930 года, член ЦК ВКП(б)—КПСС в (1939—1971), член Оргбюро ЦК ВКП(б) (1939—1952), член Президиума ЦК КПСС и секретарь ЦК КПСС (1952—1953). Депутат Верховного Совета СССР II—V и VII созывов.

## Биография
Родился в Москве в семье кустаря-сапожника. Русский. До Октябрьской революции окончил четырёхклассную церковно-приходскую школу, затем поступил в школу второй ступени, но не окончил её. В советское время окончил вечерний рабочий университет (1928 — 1929) и три курса факультета журналистики МГУ имени М. В. Ломоносова (1935).
Трудовой путь начал в 1922 году мальчиком-подмастерьем в сапожной мастерской отца. Затем на поденных работах. С 1924 года чернорабочий, подручный вальцовщика, скидальщик на заводе «Серп и Молот» в Москве. С 1930 года в Красной Армии, служил в 1-м Кавказском артиллерийском полку, расквартированном в Кутаиси. С 1931 года снова на заводе «Серп и Молот»: вальцовщик, секретарь партийной ячейки учебно-производственного комбината, с 1932 года редактор многотиражной газеты завода «Мартеновка».
В 1933 году работал заведующим сектором печати Пролетарского райкома ВКП(б) города Москвы. С 1933 года редактор многотиражной газеты завода «Динамо». В начале 1937 года по рекомендации МГК ВКП(б) направлен в редакцию газеты «Правда»: литературный сотрудник, затем заведующий отделом. В 1937—1938 годах ответственный редактор газеты «Комсомольская правда».
- В 1938—1952 годах — первый секретарь ЦК ВЛКСМ.
- В 1939—1952 годах — член Оргбюро ЦК ВКП(б).
- В 1952—1953 годах — член Президиума ЦК КПСС, секретарь ЦК КПСС и заведующий Отделом пропаганды и агитации ЦК КПСС.
- В 1953—1954 годах — первый секретарь Московского областного комитета КПСС (МК КПСС). Являлся членом Специального судебного присутствия Верховного Суда СССР в декабре 1953 года, осудившего к смертной казни Л. П. Берия и ряд близких к нему лиц.[2]
- С 28 марта 1954 по 8 мая 1955 года — чрезвычайный и полномочный посол СССР в ПНР.
- В 1955—1960 годах — министр культуры СССР.
- С 2 июля 1960 по 27 апреля 1965 года — чрезвычайный и полномочный посол СССР в Индонезии.
- В 1965—1970 годах — председатель Комитета по печати при Совете Министров СССР[3].

С 1970 года на пенсии. Похоронен на Троекуровском кладбище (участок № 1).

## Факты
- Актриса Людмила Гурченко в своём последнем интервью, опубликованном после её смерти, назвала Михайлова одним из своих «гонителей». По словам свидетелей и самой Гурченко, Михайлов вызвал её в свой кабинет и сказал: «Фамилии такой не будет — Гурченко! В пыль сотрём!». После выхода фильма «Карнавальная ночь» ей 9 лет пришлось зарабатывать на жизнь, выступая в провинциальных городах с концертами и не имея возможности сниматься в кино[5], впрочем это утверждение опровергается её же фильмографией.
- Хрущёву сообщали в 1957 году: «жена министра культуры тов. Михайлова за два года сменила десятки прислуг, все ей никак не угодят, не нравятся, она заставляет их даже туфли себе надевать и часто вспоминает, что вот когда мы были за границей, в Польше, там не такое обслуживание, вам надо пример с них брать»[6].
- В книге Евгения Весника «Дарю, что помню» приводится фраза поэта Михаила Светлова о Михайлове: «Я министра культуры не боюсь, а боюсь культуры министра». В других источниках автором этой фразы называется конферансье Николай Смирнов-Сокольский.
- Оперная певица Галина Вишневская в своей книге «Галина. История жизни» писала: «В те годы министром культуры был Михайлов, до того много лет занимавший пост первого секретаря ЦК ВЛКСМ, а ещё раньше, в буйной юности, — бандит и гроза московских окраин по кличке Каргузый. Внешность у него была под стать его тупости, и, часто встречаясь с ним на приёмах, в толпе я его просто не узнавала. Бывало, Слава [М. Л. Ростропович] толкает меня в бок, шепчет: — Ты почему не здороваешься? — А кто это? — Ты что, с ума сошла? Это Михайлов! — А!.. Здравствуйте!.. Причём, случалось такое со мной много раз, словно болезнь какая-то. Думаю, что он был одним из самых выдающихся болванов на этом посту. Именно ему принадлежит блестящая идея ввести в репертуар Большого театра оперы всех национальных республик Советского Союза. — Ведь идут же оперы русских композиторов Мусоргского, Чайковского, Глинки в Узбекистане, Азербайджане. Так и в Большом театре должны быть оперы узбекских, азербайджанских, таджикских и других композиторов национальных республик. Он не успел провести в жизнь свой гениальный план — Екатерину Фурцеву вывели из Политбюро, и она осталась не у дел, так что надо было её срочно куда-нибудь приткнуть. В таких случаях вспоминают об артистах. Михайлова сняли — Фурцеву назначили министром культуры. Но она не стала разрабатывать золотую жилу своего предшественника…»[7]

## Награды и звания
- 3 ордена Ленина

1. 28 октября 1948
2. 10 октября 1956 — в связи с 50-летием со дня рождения и отмечая заслуги перед Советским государством
3. 08 октября 1966

- Орден Отечественной войны I степени
- Почётный знак ВЛКСМ